# Mainfähre Schwarzenau

Die Mainfähre vor der ruinösen Schwarzacher Klosterkirche, Ludwig Richter 1835

Die ehemalige Mainfähre Schwarzenau war eine Nachenfähre auf dem Main. Sie verkehrte zwischen Schwarzenau und dem gegenüberliegenden Stadtschwarzach im heutigen Landkreis Kitzingen. Mit dem Bau der Schwarzenauer Ludwigs-Brücke im Jahr 1890 verlor die Fähre an Bedeutung und wurde schließlich aufgegeben. 

## Geschichte
Die Schwarzenauer Mainfähre gilt als eine der ältesten in der weiteren Umgebung. Ähnlich wie an der Fährstelle Kitzingen, die bereits im Mittelalter mit einer Brücke verstärkt wurde, bestand in Schwarzenau eine Hochstraße in den nördlichen Steigerwald. Zunächst überquerte man die Furt auf einem Reittier, ehe sich die Fährstelle etablierte. Wahrscheinlich trieb man den Bau einer Fähre auch deshalb voran, weil die Schwarzenauer ihre Mutterkirche in Gerlachshausen erreichen mussten.
Während des Mittelalters hielten die Grafen von Henneberg zu Mainberg die Fährgerechtigkeit. So durfte das Gefolge des Grafen Wilhelms von Henneberg kostenlos mit der Fähre übersetzen. Im Jahr 1542 erwarb der Würzburger Bischof Konrad III. von Bibra die freie Überfahrt für sich und die Beamten seines Hochstifts. In späterer Zeit fiel das Fährrecht an die Echter von Mespelbrunn, als diese das Dorf Schwarzenau 1588 erwarben. Später hatten die Herren von Erthal und die Ingelheim das Recht inne.
Die Überfahrt mit der Schwarzenauer Mainfähre war allerdings häufig mit Unfällen verbunden, sodass Valentin Echter von Mespelbrunn im Jahr 1609 die Filialkirche St. Laurentius von Schwarzenau zur Pfarrkirche erhob und die häufigen Überfahrten damit überflüssig machten. Fortan nutzten fast nur noch ortsfremde Personen die Mainfähre. So passierten am 30. Juli 1796 zwei französische Divisionen die Fährstelle und wechselten über den Main.
Mit dem Übergang der Region an das Großherzogtum Würzburg zu Beginn des 19. Jahrhunderts stieg die Mainfähre zu einem wichtigen Übergang der französischen Truppen auf. Am 3. Oktober 1806 marschierte Napoleon durch Franken und ließ in Schwarzenau eine große Schiffbrücke errichten. Hierzu zog man auch die Mainstockheimer Fähre ein. 1812 wurde die Fähre nach Heidingsfeld transportiert. Ein Jahr später, 1813, befestigten die Franzosen die Schiffbrücke durch „Schanzenaufwerfen“.
Im Winter war die Mainfähre von Eisgang bedroht. So starb Christoph Lenz im Jahr 1848, als er das Fährschiff aus dem Eis retten wollte. Im Jahr 1871 zerschellte die Fähre an der Kitzinger Mainbrücke. Bereits 1839 war sie in eine fliegende Brücke umgewandelt worden. Erst die Initiative der Stadt Dettelbach bedeutete das Ende der Fähre: Die Stadt errichtete 1890 eine Brücke nahe Schwarzenau, sodass die Bedeutung der Fähre abnahm.
Noch im gleichen Jahr wurde der Fährbetrieb wegen Unrentabilität eingestellt. Lediglich zwischen 1945 und 1946, nachdem die Mainbrücke von den Soldaten der Wehrmacht zerstört worden war, richtete man wiederum eine Fähre ein. Damals wurde die Anlage vom Fischer Martin Weichsel betrieben, der zuvor die Zolleinnahmen an der Mainbrücke verwaltet hatte.

## Fährleute
Aus dem 18. Jahrhundert haben sich die Namen mehrerer Fährleute oder Fährer überliefert, die im Auftrag der Gemeinde die Fähre betrieben. Die Familie Ungemach hatte zeitweise auch das Fährrecht im nahen Mainsondheim inne.
| Name              | Erwähnt   | Anmerkungen                                                     |
| ----------------- | --------- | --------------------------------------------------------------- |
| Benedikt Ungemach | 1740      |                                                                 |
| Michael Söder     | 1763      |                                                                 |
| Sebastian Gallena | 1774      |                                                                 |
| Martin Weichsel   | 1945–1946 | Weichsel betrieb die Notfähre nach der Sprengung der Mainbrücke |